# Weto kieszonkowe
Weto kieszonkowe (ang. pocket veto) – specyficzny rodzaj weta prezydenckiego, występujący w pewnych sytuacjach w Stanach Zjednoczonych i mający charakter absolutny.
Co do zasady, prezydent Stanów Zjednoczonych ma 10 dni na podpisanie ustawy przekazanej mu przez Kongres. Jeśli prezydent nie zajmie w tym czasie stanowiska wobec ustawy, staje się ona automatycznie prawem. Jeżeli jednak Kongres zakończy swoją sesję w okresie pomiędzy przekazaniem ustawy głowie państwa a upływem 10 dni od tego faktu, ewentualne weto prezydenta do takiej ustawy nabiera charakteru absolutnego (nie może zostać odrzucone), ponieważ prezydent nie ma gdzie zwrócić ustawy do ponownego rozpatrzenia, gdyż Kongres już nie działa. Zjawisko takie nazywane jest potocznie „wetem kieszonkowym”. Kongres nie może też, zgodnie z prawem, zająć się tym podczas kolejnej sesji. Jeśli w parlamencie istnieje wówczas wola polityczna, aby ponownie uchwalić dany akt, cały proces legislacyjny musi zacząć się od początku.